# Gamaliel (nombre)
Gamaliel  es un nombre propio masculino en su variante en español. Procede del hebreo גמליאל  y significa «Mi bendición viene de Dios». Una variante de este nombre es Gamliel por lo que es muy común confundirlo ya que es un nombre muy similar.

## Origen
Gamaliel  es el nombre de varios personajes bíblicos del Nuevo Testamento:
- Gamaliel fariseo, miembro del sanedrín, doctor de la Ley, de gran prestigio entre los judíos (Hechos 5:34-39).  Gamaliel había sido el maestro de Pablo (Hechos 22:3).
- Gamaliel según el Talmud, era nieto de Hilel, el famoso rabino. Murió hacia el año 50 d. C.

## Equivalencias en otros idiomas
| Variantes en otras lenguas | Variantes en otras lenguas |
| -------------------------- | -------------------------- |
| Castellano                 | Gamaliel                   |
| Alemán                     | Gamaliel                   |
| Catalán                    | Gamaliel                   |
| Checo                      | Gamaliela                  |
| Francés                    | Gamaliel                   |
| Hebreo                     | רבן גמליאל                 |
| Holandés                   | Gamaliel                   |
| Inglés                     | Gamaliel                   |
| Italiano                   | Gamaliele                  |
| Lituano                    | Gamaliel                   |
| Polaco                     | Gamaliel                   |
| Portugués                  | Gamaliel                   |
| Ruso                       | Гамалиил                   |

## Santoral
La celebración del santo de Gamaliel se corresponde con el día 26 de agosto.